# Божена Немцова
Божена Немцова, іноді Нємцова (чеськ. Božena Němcová; 4 лютого 1820, Відень — 22 січня 1862, Прага) — чеська письменниця, поетеса, перекладачка, збирачка казок, редакторка та публіцистка.

## Біографія
Деякі літературознавці висували гіпотезу, що Немцова була позашлюбною дочкою княгині Катерини Заганьської або її сестри Доротеї. На користь цієї гіпотези свідчать зовнішня схожість і дуже теплі стосунки Немцової та Катерини Заганьської, а також те, що Немцова виглядала старшою за свій вік (як справжні дати народження, пропонували 1816 або 1817). З іншого боку, є вагомі аргументи проти цієї теорії (наприклад, подібність сестер Панклових), що дозволяють її спростувати.
Влітку 1820 року мати Божени Тереза Новотна одружилася з Йоганном Панклом і змінила прізвище собі і дочці. Наступного року родина переїхала в Ратиборжиці, де жила Боженина бабуся Магдалена Новотна, що мала на неї великий вплив.
З 1826 по 1833 роки навчалася в школі в Чеських Скалицях.
У 1837 році за наполяганням батьків вступила в шлюб з податковим інспектором Йозефом Немцем (1805—1879). За характером служби чоловіка часто переводився в інші міста, й сім'я була змушена переїжджати з ним. Шлюб був нещасливим. 1840 року лікувалася в доктора Й. Чейки, з яким потоваришувала; через нього познайомилася з патріотично налаштованими письменниками. Наступного року переїхала до Праги.
У 1843-47 роках родина жила в Домажлицях, де під впливом Вацлава Болемира Небеського й Карела Яромира Ербена Божена Немцова почала писати чеською. Першим її твором був вірш «Чеським жінкам» (1843). Написавши ще кілька віршів, Немцова перейшла на прозу. Найпомітнішим твором цього періоду стали публіцистичні «Картини домажлицьких околиць» (1845—1846) і «Народні казки та перекази» (ч. 1-7, 1845-47), що зайняли особливе місце в її творчості.
У 1848 році Йозефа Немця звинувачено у зв'язках з революціонерами, й начальство почало переводити його з міста в місто, доки в 1850 році не відіслало до Угорщини. Божена Немцова з чотирма дітьми переїхала до Праги, де одразу увійшла в коло патріотичних літераторів. У 1851 році побувала з дітьми на курорті в Чеську Тршебову, а в 1852 році вирушила до чоловіка в Угорщину, попутно відвідавши Словаччину й залишивши про це дорожні нотатки. У наступні роки здійснила ще кілька подорожей до Угорщини.

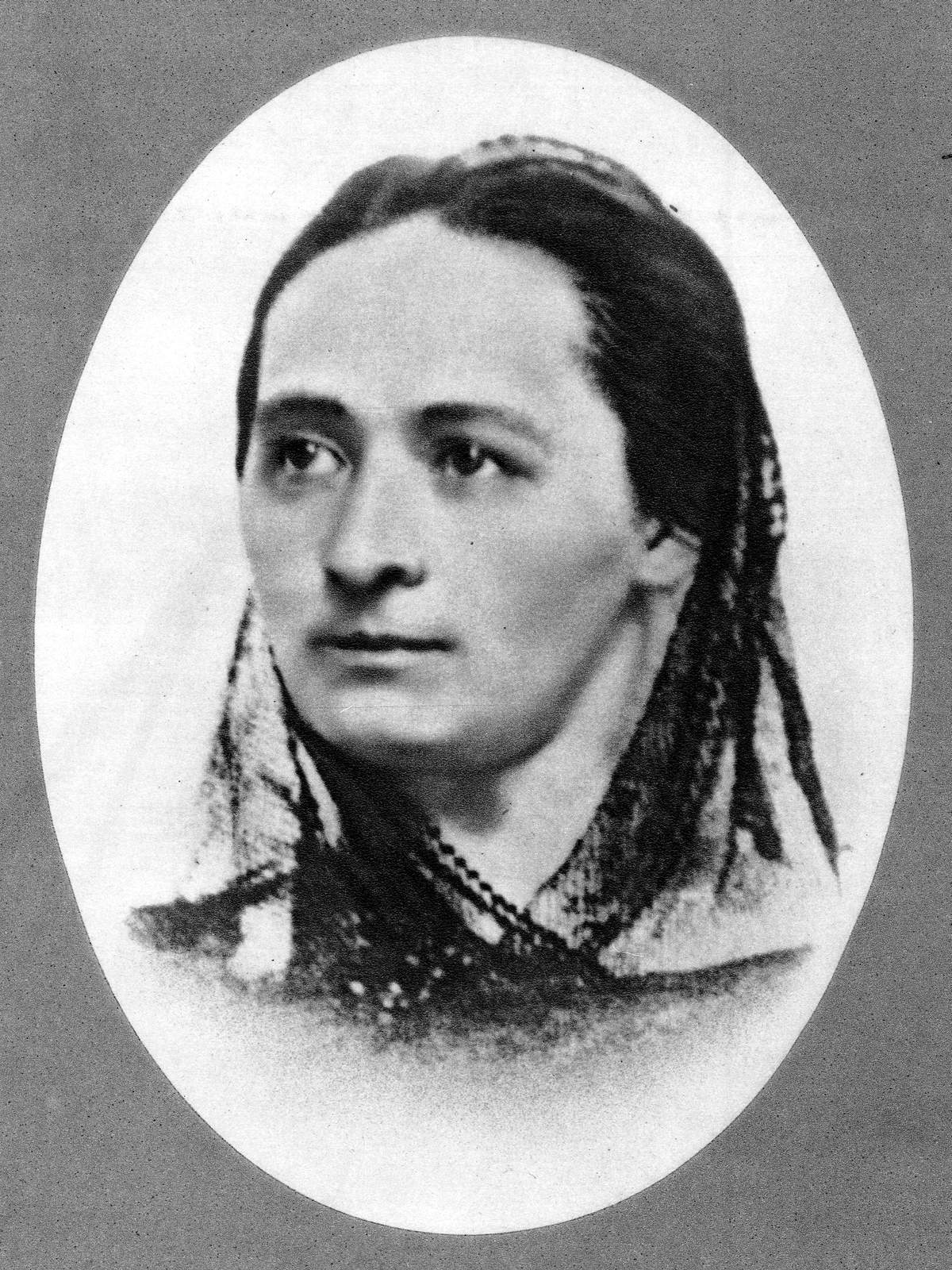
Дагеротип Божени Немцової (бл. 1854 р.), пізніше багаторазово відтворений і перемальований

У 1853 році чоловіку знизили платню наполовину, а незабаром звільнили. Немцова зверталася по допомогу до празьких друзів, але часто безуспішно. Це, а також невдовзі смерть сина Гінека, ще більше загострило взаємини подружжя. Йозеф Немець навіть подав заяву на розлучення, але потім відкликав її. Того ж року Нємцова написала оповідання «Барушка». У 1855 році створила оповідання «Карла» й «Сестри», а також повість «Бабуся», що стала її найпопулярнішим реалістичним твором, і повість «Гірське село», яку сама Немцова вважала своїм найкращим твором.
Того ж року сім'я оселилася на Рейковій вулиці, а через деякий час переїхала на вулицю На слупи (зараз на обох будинках — меморіальні дошки).
Немцова познайомилася з редактором газети «Моравські новини» Франтишеком Клацелем, який публікував її твори, й сестрами Роттовими (Кароліною Свєтлою та Софією Подлипською), а також зблизилася з маєвцями, однак жила самотньо, з'явившись лише на похоронах Карела Гавличка-Боровського.
Найяскравішими роботами цього періоду стали «Дика Бара» (1856), «Хороша людина» (1858), «Будиночок у горах» (1858), «У замку й біля замку» (1858), «Словацькі казки» (1857—1858), що зібрала та переклала Немцова, й оповідання «Пан учитель», яке стало її останнім твором.
Восени 1861 року залишила чоловіка й поїхала в Літомишль, але хвороба й фінансові труднощі змусили її повернутися назад. 22 січня 1862 року Божена Немцова померла в своєму празькому домі «Коло трьох лип» на Прикопі. Похована на Вишеградському кладовищі.
До самої смерті жила в прикрих злиднях, часто голодуючи. Неодноразово зверталася по допомогу до чеських патріотичних кіл. Ця мізерна допомога особливо контрастувала з пишністю похорону, що організували ті самі патріотичні кола, і славою, що дістала Немцова посмертно.

## Твори автора в Інтернеті
- Божена Немцова [Архівовано 22 листопада 2015 у Wayback Machine.] // Казки світової літератури.
- Казки Божени Немцової [Архівовано 21 грудня 2021 у Wayback Machine.] в онлайн-бібліотеці TOU

## Галерея

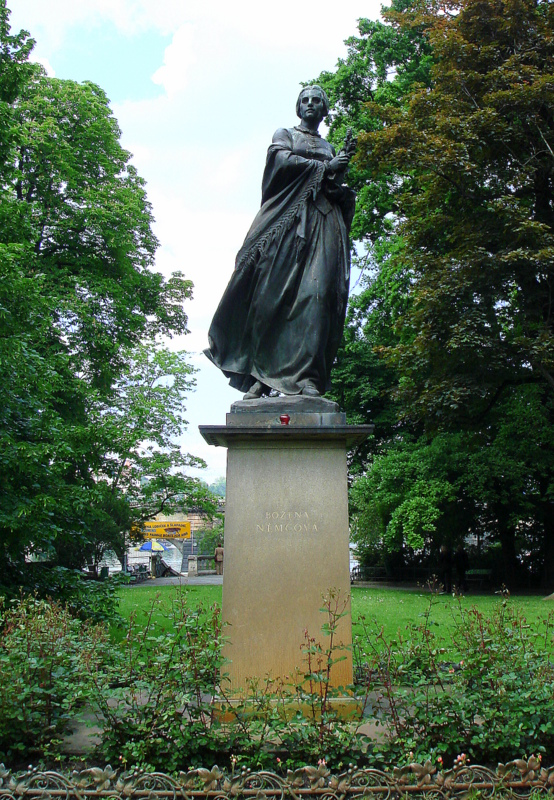
Пам'ятник в Празі на Слов'янському острові
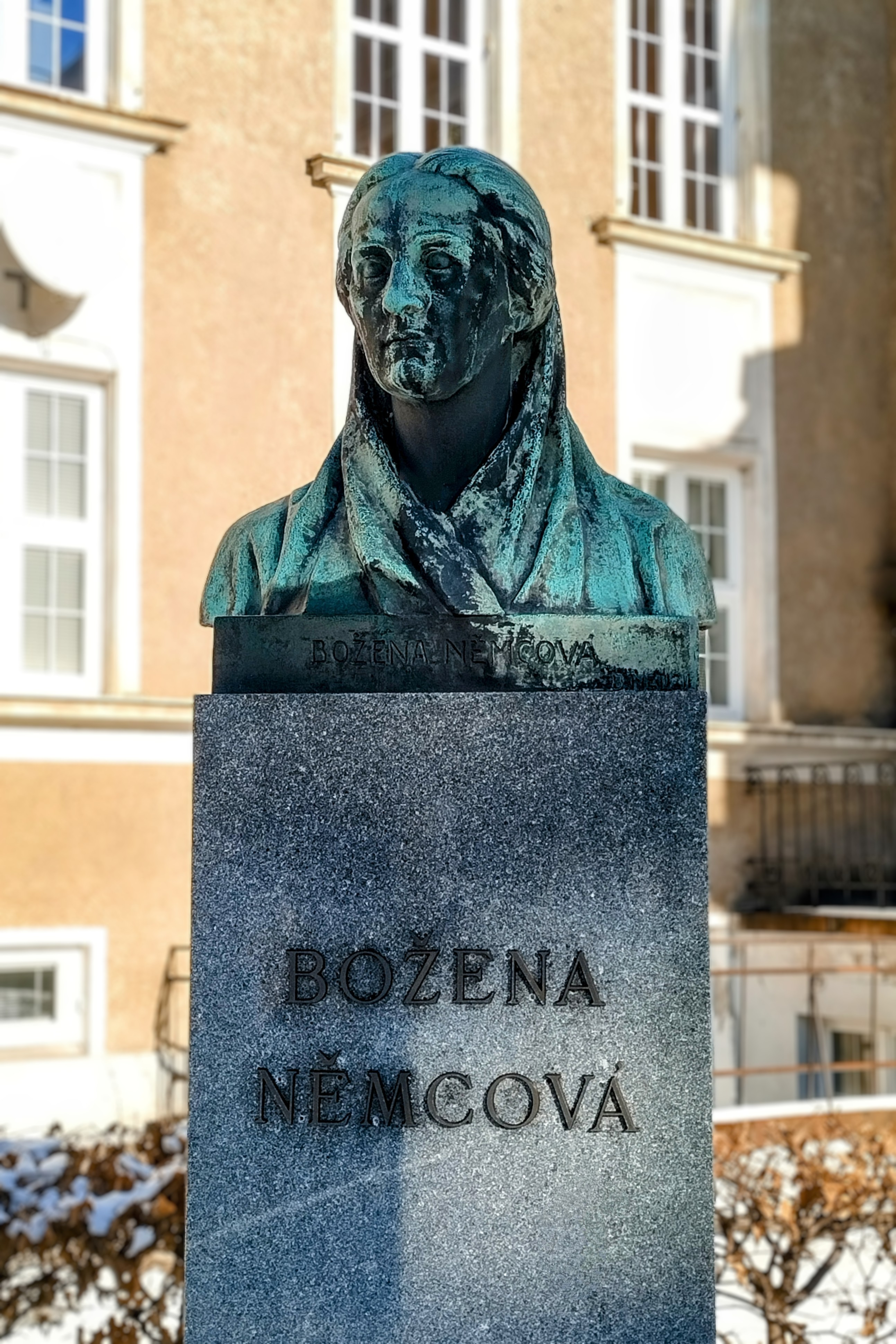
Погруддя в Опаві
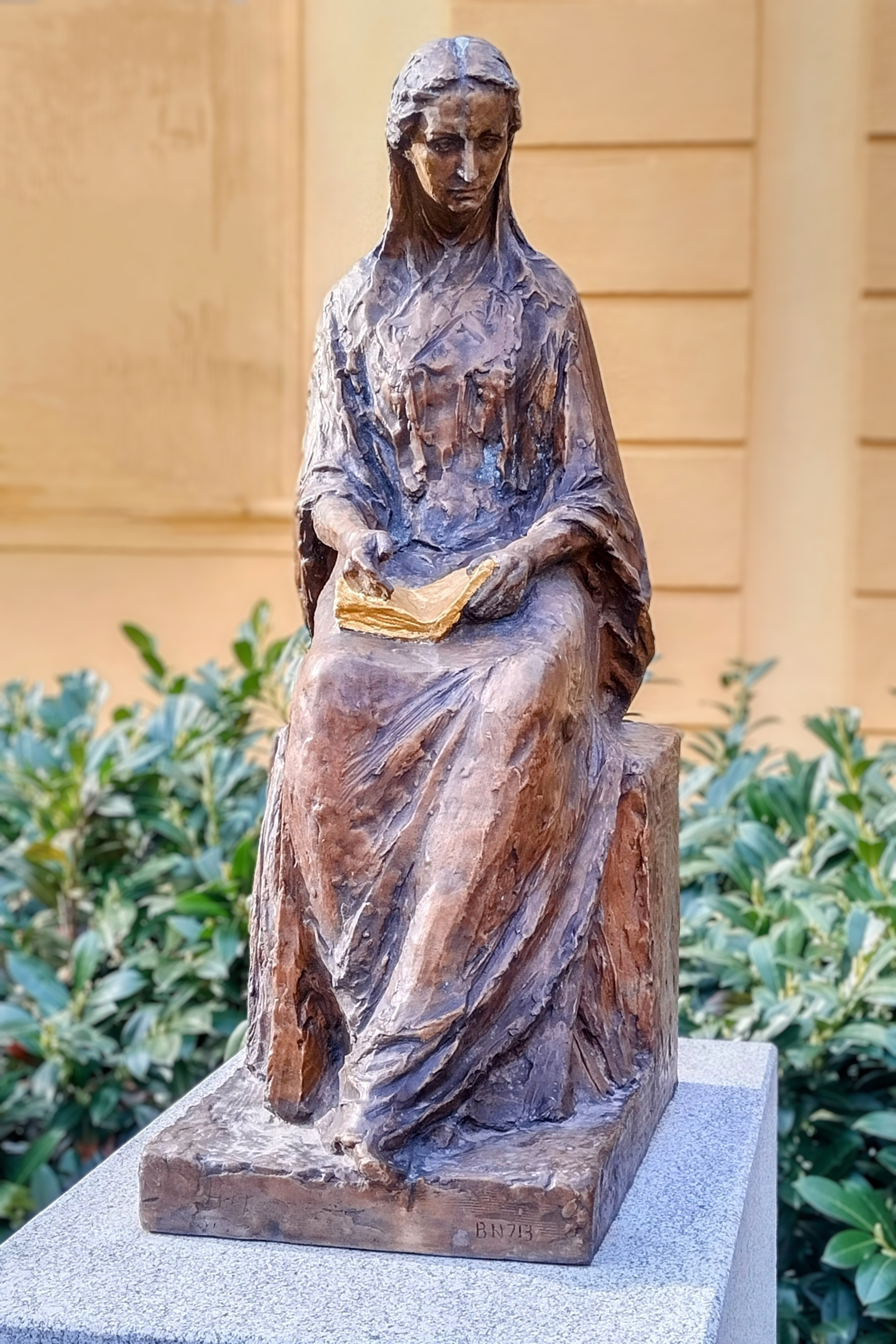
Пам'ятник біля замку Польна (край Височина)